# 久米三四郎
久米 三四郎（くめ さんしろう、1926年3月22日 - 2009年8月31日）は、日本の核化学者。大阪府出身。

## 経歴・人物
旧制大阪府立高津中学校、旧制高知高等学校、大阪帝国大学卒業。製薬会社勤務を経て、大阪大学理学部講師を務めるかたわら、反原発の運動家として全国各地で多数の講演を行った。反原発運動全国連絡会を結成し、『はんげんぱつ新聞』の発刊に携わるなどの活動もあった。
1973年、国内で初めて原発の安全性が問われた、四国電力の伊方原子力発電所設置許可取り消し請求訴訟において、原告（住民）側補佐人を務めた。
高速増殖原型炉もんじゅの設置許可の無効確認を求めた行政訴訟（もんじゅ訴訟）でも、原告側の特別保佐人として、建設に反対の論陣を張った。
2009年、83歳で死去。

## 著書

### 単著
- 『ソ連・原発事故あなたの不安にお答えする相談室』（1986年、京都反原発めだかの学校）
- 『科学としての反原発』（2010年、七つ森書館）

### 共著
- 『原発の安全上欠陥』（1979年、第三書館）共著：小出裕章ほか
- 『知ればなっとく脱原発』（2002年、七つ森書館）共著：高木仁三郎、西尾漠、小出裕章ほか
- 『希望の未来へ　市民科学者・高木仁三郎の生き方』（2004年、七つ森書館）共著：鎌田慧、佐高信、澤地久枝、斎藤文一ほか